# Lychnorhiza
Lychnorhiza is een geslacht van neteldieren uit de familie van de Lychnorhizidae.

## Soorten
- Lychnorhiza arubae Stiasny, 1920
- Lychnorhiza lucerna Haeckel, 1880
- Lychnorhiza malayanus Stiasny, 1920
- Lychnorhiza malayensis Stiasny, 1920